# Blue Skyscraper
Il Blue Skyscraper (in polacco: Błękitny Wieżowiec, e in italiano Grattacielo Blu) è un edificio situato in Bank Square a Varsavia, in Polonia. Si trova nel luogo che fu occupato prima della seconda guerra mondiale dalla più grande sinagoga di Varsavia, chiamata Sinagoga grande di Varsavia, che fu fatta esplodere dai tedeschi nel 1943. I concetti iniziali per la costruzione del grattacielo erano stati proposti negli anni '50, ma la costruzione iniziò negli anni '70 e fu sospesa poco dopo . La costruzione inutilizzata veniva quindi chiamata spesso "torri dorate" per via del colore della facciata.
La costruzione riprese alla fine degli anni '80 e fu completato nel 1991. Il progetto fu modificato, con la facciata color rame con materiale riflettente incolore, che dà un riflesso blu cielo (da qui l'attuale nome). Il grattacielo è alto 120 metri e ha 28 piani. L'edificio è stato sede della Peugeot e Sony, le quali avevano installato grandi insegne al neon sull'edificio, successivamente rimosse.